# ロベルト・セベロ
ベト（Beto）こと、ロベルト・ルイス・ガスパール・デ・デウス・セベロ（Roberto Luís Gaspar de Deus Severo, 1976年5月3日 - ）は、ポルトガル・リスボン出身の元サッカー選手。ポルトガル代表だった。現役時代のポジションはCB。
ベトは、プロキャリアの大半をスポルティングCPに捧げた（在籍10季で公式戦300試合以上と主要タイトル5）だけではなく、フランスとスペインのクラブに在籍し、レクレアティーボ・ウェルバでは3季過ごした。ポルトガル代表としては30試合に出場。1度のFIFAワールドカップと2度のUEFA欧州選手権に参加した。

## 経歴

### クラブ

#### スポルティングCP
リスボンに生まれたベトは、スーペル・リーガの強豪スポルティングCPのユースに所属していたが、トップチームの出番を与えられる前に2クラブに貸し出された。期限付き移籍を経て、1996-97シーズンの20歳の時に復帰するとトップチームですぐさま地位を確立した。守備で最終ラインを支えるのみならず、FCポルト戦などで幾つか重要な得点を挙げる優れた得点力を見せ、主将としてチーム牽引していたが、SLベンフィカ戦では1試合で2つのオウンゴールを献上してしまった。
スポルティングCPでの10シーズンの在籍中に1999-2000, 2001-02シーズンとリーグを制し、後者では2冠を達成。また、毎シーズンに最低でも1得点を記録した。

#### レクレティーボ / 引退
2006年1月、スポルティングのパウロ・ベント監督の構想外となったベトは、2006年1月23日に移籍金100万ユーロでフランス1部のFCジロンダン・ボルドーと契約する も、在籍5ヶ月の間での出場機会は限られたものとなり、同年夏の移籍市場最終日にスペイン1部のレクレアティーボ・ウェルバへ貸し出された。
2007年7月3日にレクレティーボへ完全移籍を果たし、3年契約を締結した。最初の2季は定期的に起用されていた（各シーズンで2得点を記録。また2007-08シーズンは、同胞のカルロス・マルティンス, シルヴェストレ・ヴァレラと共にプレーした）が、最後のシーズンはナシーフ・モリスの加入や怪我の問題等から3試合の出場にとどまった。
レクレアティーボとの契約が終了後、2009年8月にCFベレネンセスと1年契約を締結。同2009-10シーズンは怪我の問題から出場機会は少なく、またクラブも2部に降格した。
35歳間近のベトは、2011年1月下旬に再度スペインへ渡り3部のUDアルシアと短期契約を締結。同クラブではスポルティング時代の同僚ルイス・ロウレンソと再会するも、クラブが4部に降格したことに伴い6月に両名放出された。
現役引退後の2011年8月にスポルティングへ戻り、外部広報ディレクターに任命された。

### 代表
1997年9月6日にベルリンで行われた1998 FIFAワールドカップ・ヨーロッパ予選のドイツ戦 (1-1) でポルトガル代表初出場を飾った。その後2002 FIFAワールドカップに出場し、アメリカ戦 (2-3) で得点する も敗北。最終的にチームはグループリーグ敗退に終わった（同大会では右SBでの出場）。UEFA欧州選手権では2000年大会と2004年大会に出場し、こちらは、ベスト4と準優勝だった。

## 代表歴

### 出場大会
- ポルトガル代表
  - 2002 FIFAワールドカップ

### 試合数
- 国際Aマッチ 31試合 2得点（1997年-2004年）[9]

| ポルトガル代表 | 国際Aマッチ | 国際Aマッチ |
| 年             | 出場        | 得点        |
| -------------- | ----------- | ----------- |
| 1997           | 1           | 0           |
| 1998           | 1           | 0           |
| 1999           | 2           | 0           |
| 2000           | 6           | 1           |
| 2001           | 6           | 0           |
| 2002           | 6           | 1           |
| 2003           | 5           | 0           |
| 2004           | 4           | 0           |
| 通算           | 31          | 2           |

## タイトル
スポルティングCP
- スーペル・リーガ : 1999-2000, 2001-02
- タッサ・デ・ポルトガル : 2001-02
- スーペルタッサ・カンディド・デ・オリベイラ 2000, 2002